# Мідзухо (Ґіфу)

35°23′31″ пн. ш. 136°41′27″ сх. д. / 35.39194° пн. ш. 136.69083° сх. д.
Мідзухо́ (яп. 瑞穂市, みずほし, МФА: [mʲid͡zuho ɕi̥]) — місто в Японії, в префектурі Ґіфу.

## Короткі відомості
Розташоване в південно-західній частині префектури, на берегах річок Наґара й Ібі. Виникло на основі постоялого містечка раннього нового часу на Середгірському шляху. Засноване 1 травня 2003 року шляхом об'єднання містечок повіту Мотосу — Ходзумі й Сунамі. Основою економіки міста є сільське господарство, вирощування хурми і кактусів, текстильна промисловість, комерція. Станом на 1 квітня 2009 площа міста становила 28,18 км². 

## Демографія
За даними японського перепису населення, населення Мідзухо швидко зростало протягом останніх 50 років. Станом на 1 липня 2011 населення міста становило 52 234 осіб.